# Lady Pank
Lady Pank — польський рок-гурт, створений 1981 року у Вроцлаві Яном Борисевічом і Анджеєм Моґельніцьким. Один з найбільш популярний гуртів в історії польського року.
Гурт записав більше 20 альбомів і десятки хітів, серед яких: «Miłość», «Sztuka latania», «7-me niebo nienawiści», «Tańcz głupia, tańcz», «Mniej niż zero», «Wciąż bardziej obcy», «Kryzysowa narzeczona», «Zamki na piasku», «Vademecum skauta», «Tacy sami», «Zostawcie Titanica», «Mała wojna», «Zawsze tam gdzie ty», «Na co komu dziś», «Znowu pada deszcz», «Na granicy», «Stacja Warszawa», «Strach się bać», «Dobra konstelacja». Назва гурту походить від назви першого треку — «Mała Lady Punk» (з трохи зміненим написанням).

## Склад гурту
Початковий склад гурту
- Ян Борисевич — соло-гітара
- Януш Панасевич — вокал
- Павел Мсціславський — бас-гітара
- Едмунд Стасяк — гітара
- Ярослав Шляґовський — барабани

Сучасний склад гурту:
- Ян Борисевич — соло-гітара/вокал
- Януш Панасевич — вокал
- Куба Яблонський — барабани
- Кшиштоф Келішкевич — бас-гітара
- Міхал Сітарський — гітара

## Дискографія

### Студійні альбоми
- Lady Pank (1983)
- Ohyda (1984)
- Drop Everything (1985)
- LP 3 (1986)
- O dwóch takich, co ukradli księżyc (1986)
- O dwóch takich, co ukradli księżyc cz. 2 (1988)
- Tacy sami (1988)
- Zawsze tam, gdzie ty (1990)
- Na na (1994)
- Międzyzdroje (1996)
- Zimowe graffiti (1996)
- W transie (1997)
- Łowcy głów (1998)
- Nasza reputacja (2000)
- Teraz (2004)
- Strach się bać (2007)
- Maraton (2011)
- Miłość i władza (2016)

### Живі альбоми
- Mała wojna — akustycznie (1995)
- Koncertowa (1999)
- Trójka Live! (2008)
- Symfonicznie (2012)
- Akustycznie (2015)

### Збірки
- The Best of Lady Pank (1990)
- Lady Pank '81-'85 (1992)
- Ballady (1995)
- Gold (1995)
- Złote przeboje (2000)
- Besta besta (2002) — * The Best — Zamki na piasku (2004)
- Lady Pank — Box 13 CD (2007)
- Gwiazdy polskiej muzyki lat 80. (2007)
- Gwiazdy polskiej muzyki lat 80. — vol. 2 (2007)
- Lady Pank — Polski Rock (2010).